# Блювиничи
Блюви́ничи (бел. Блювінічы) — деревня в Брестском районе Брестской области Белоруссии. Входит в состав Чернавчицкого сельсовета.

## География
Находится в 19,5 км по автодорогам к северу от центра Бреста и в 4,5 км к северо-западу от центра сельсовета, агрогородка Чернавчицы, неподалёку от реки Лесная.

## История
В письменных источниках известна с XV века как село в Берестейском старостве Трокского воеводства ВКЛ, подаренное великим князем Казимиром IV пану Л. Шальмичу.
После Третьего раздела Речи Посполитой (1795) в составе Российской империи, с 1801 года в Гродненской губернии, в составе имения Демьяновичи, которым в 1858 году владел помещик Бояровский. В 1870 году — центр сельского общества, которому принадлежало 242 десятины земли.
По переписи 1897 года — 50 дворов, хлебозапасный магазин, корчма.
В 1905 году — деревня и имение Блювиничи Турнянской волости Брестского уезда. В имении проживало 89 человек.
После Рижского мирного договора 1921 года — в составе гмины Турна Брестского повята Полесского воеводства Польши, 65 дворов.
С 1939 года — в составе БССР, в 1940 году — 66 дворов. В марте 1949 года организован колхоз им. Лысенко, объединивший 27 хозяйств из 50 и вошедший в 1960-е годы в колхоз «Искра». До 1970-х годов также действовало торфопредприятие «Блювиничи».

## Население
На 1 января 2018 года насчитывалось 96 жителей в 36 домохозяйствах, из них 21 младше трудоспособного возраста, 52 — в трудоспособном возрасте и 23 — старше трудоспособного возраста.